# Sisal (Yucatán)
Sisal (Yucateeks Maya: Siísil) is een havenstadje in Yucatán, in het oosten van Mexico. De stad ligt aan de Golf van Mexico, 53 kilometer ten noordwesten van de staatshoofdstad Mérida. Sisal heeft ongeveer 1672 inwoners (census 2005) en valt onder de gemeente Hunucmá.
Sisal werd gesticht in 1811 door de Spaanse autoriteiten, die Mérida een zeehaven wilden geven die dichterbij was dan Campeche, op de plaats van een oude nederzetting. De stad groeide explosief toen in Yucatán de productie van de sisalvezel op gang kwam, die naar de stad genoemd is. Aan het eind van de 19e eeuw nam Progreso de functie van belangrijkste haven over en raakte Sisal in verval. Tegenwoordig zijn de belangrijkste inkomsten visserij en toerisme.